# Jacques Ier de Luxembourg-Fiennes
Jacques Ier de Luxembourg aussi nommé Jacques Ier de Luxembourg-Fiennes (1426,1441 ou 1445 - 1487 ou 1488) est un noble de la Maison de Luxembourg - Saint Pol. Il fut seigneur de Fiennes, de Zottegem, d'Armentières, d'Erquinghem-Lys.

## Biographie

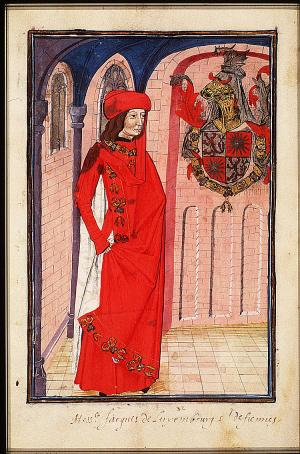
Jacques de Luxembourg.

Jacques était le fils de Thibaut de Luxembourg-Ligny et Philipe (ou Philippotte) de Melun (fille de Jean IV de Melun). Jacques Ier était gouverneur de Douai et en 1478, il fut nommé chevalier de l'Ordre de la Toison d'or lors du treizième chapitre tenu à Bruges. Jacques Ier mourut le 20 août 1487 et fut enterré à Douai.
Après sa mort, son fils Jacques II de Luxembourg-Fiennes lui succède.

## Mariage et descendance
Il épousa vers 1470[réf. nécessaire], Marie de Berlaymont (1450[réf. nécessaire]-1529), dame de Lahamaide, fille de Gérard III de Berlaymont. Le couple a eu six enfants dont :
- Jacques (1443[réf. nécessaire]-1517)
- Jean de Luxembourg (mort en 1508)
- Marie de Luxembourg-St Pol (1470-1538) mariée en 1490 à Daniël VI van Bouchout, Baron de Boelare (1450-1527)
- Jacqueline de Luxembourg-St Pol (1475-1515) mariée en 1495 à Charles Ier de Lalaing (1466-1525)
- Philippa de Luxembourg-St Pol, dame de Oudingem (-1525) mariée en 1501 à Antoine Baron de Ligne, 'graf von Falkenberg' (1474-1532)

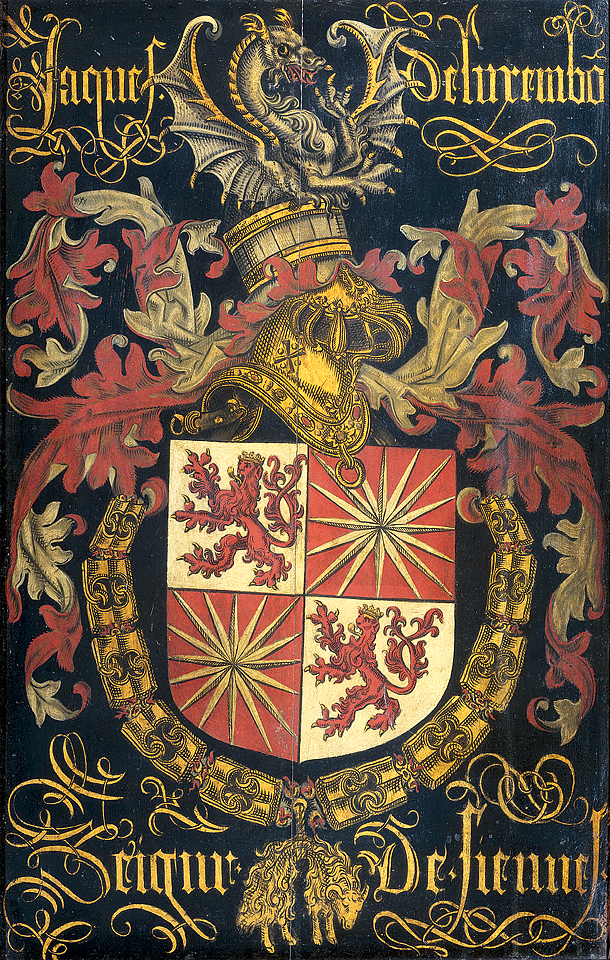
Blason de Jacques de Luxembourg.
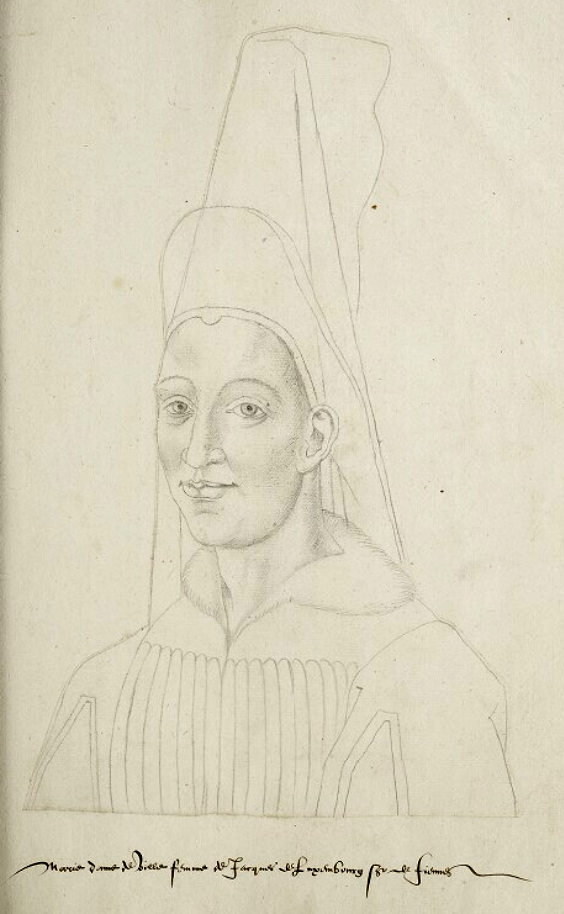
Portrait de Marie de Berlaymont dans le recueil d'Arras.

## Source
- (nl) Cet article est partiellement ou en totalité issu de l’article de Wikipédia en néerlandais intitulé « Jacobus I van Luxemburg-Fiennes » (voir la liste des auteurs).